# Syndrome de Turner
Pour les articles homonymes, voir Syndrome et Turner.
 (juillet 2012).
 Mise en garde médicale
Le syndrome de Turner est une maladie génétique rare caractérisée par l'absence totale (monosomie) ou partielle (délétion) du second chromosome de la 23e paire dite « des chromosomes sexuels ; des gonosomes » (XX pour le sexe féminin et XY pour le sexe masculin). Avec donc typiquement un caryotype 45X0 et un phénotype sexuel féminin, il occasionne notamment un retard de croissance et une infertilité. Il est accompagné d'un risque plus élevé de présenter des malformations congénitales et des anomalies de type cardiovasculaires, rénales, osseuses, ORL ou endocriniennes. Il n’est généralement pas associé à un retard intellectuel mais on note plus souvent quelques difficultés d'ordre logico-mathématique ou visuospatial.

## Prévalence
La fréquence de ce syndrome est d'une naissance de sexe féminin sur 2 500 soit une naissance (tous sexes confondus) sur 5 000.
Le syndrome de Turner est donc considéré comme une maladie rare touchant des individus de sexe féminin. Il y a en réalité davantage d'embryons présentant le syndrome mais ceux-ci sont fragiles : 98 % des grossesses concernées aboutissent à une fausse couche précoce.

## Origine et transmission

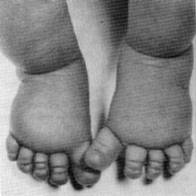
Le gonflement des pieds à la naissance est un signe du syndrome de Turner.

Le syndrome de Turner n'est généralement pas héréditaire. Il se produit plutôt lors de la formation des cellules reproductrices chez un des parents, ou alors très tôt au cours du développement embryonnaire, c’est-à-dire au début de la division cellulaire. L’âge de la mère au moment de la grossesse n’est pas en cause dans le syndrome de Turner. On ne retrouve pas non plus de causes environnementales. Dans le syndrome de Turner, peuvent se retrouver plusieurs types de  caryotypes : le caryotype avec un syndrome de Turner complet 45X0, le caryotype avec un syndrome de Turner en mosaïque et le caryotype avec présence d’une délétion du second chromosome X. Dans le cas du caryotype 45 X0, aucune des cellules de l'organisme n'a de second chromosome X, ce qui représente environ 50 % des cas. Dans le cas du syndrome de Turner dit en mosaïque, certaines cellules disposent des deux chromosomes sexuels X (cellules 46, XX) alors que d'autres non (cellules 45 X0). Le caryotype est alors de phénotype féminin. Certains cas rares peuvent être liés à une anomalie de structure du chromosome X, ce qu'on appelle monosomies partielles (ou délétions).

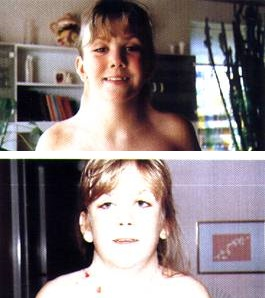
Fille atteinte du syndrome de Turner, avant et après son opération du cou.

## Symptômes
Le syndrome de Turner se caractérise quasi-systématiquement par une petite taille et par d'autres signes présents de manière variable chez les patientes : présence d'un grand nombre de nævi (grains de beauté), d'un lymphœdème des mains et des pieds à la naissance, etc. Certains problèmes cardiaques, rénaux ou auditifs peuvent aussi apparaître. Dans environ 15 % des cas, des règles spontanées peuvent survenir, principalement dans le cas du syndrome de Turner en mosaïque.
Le syndrome de Turner est caractérisé par la présence d'un ou plusieurs symptômes.
- À la naissance, il se manifeste par une taille réduite, et, en général, un gonflement du dos, des mains et des pieds ainsi qu'un cou à l'aspect palmé caractéristique (pterygium colli) mais le nouveau-né peut ne pas présenter de symptôme visible.
- un syndrome d'infantilisme quasi constant : petite taille (-3 à -4 écarts-types) soit une perte d'environ 20 cm par rapport à la taille attendue à l'âge adulte et impubérisme ou dysgénésie gonadique ;
- une dysmorphie craniofaciale : visage triangulaire, hypoplasie du maxillaire inférieur, rétrognathisme, oreilles basses ;
- un signe de Kosowicz, un petit éperon (osthéophyte) développé à la face interne de la métaphyse tibiale,
- des cheveux implantés bas et atteignant parfois le haut des épaules,
- un thorax large « en bouclier » (pectus excavatum),
- un cubitus valgus (déviation "en dehors" des membres supérieurs)
- une brachy métacarpie (raccourcissement des 4e et 5e métacarpes)
- Au niveau ostéolytique, il peut exister une hypoplasie de l'Atlas et une inégalité des vertèbres dorso-lombaires
- un écartement mamelonnaire (hypoplasie), des mamelons et des seins hypotrophiques ;
- absence de menstruation (aménorrhée) ; il y a un utérus mais aucun ovule. Les ovaires sont atrophiques prenant la forme de bandelettes fibreuses et dépourvus de cellules germinales et de follicules. Il existe souvent une hypertrophie du clitoris et accentuation de la fusion labiale postérieure (coalescence ou synéchie);
- un risque accru de malformations cardiaques, en particulier bicuspidie aortique, coarctation aortique, sténose valvulaire, anévrisme de l'aorte ascendante[4] pouvant se compliquer de dissection[5] ;
- un risque accru de malformations rénales telles que reins en fer à cheval, agénésie ou hypoplasie, dysplasie kystique, rein pelvien (éctopique) ; duplication réno-urétérale ; pyélectasie
- un risque accru d'atteintes de la thyroïde ;
- un risque accru d'atteintes ORL, notamment d'otites à répétition durant la petite enfance pouvant entraîner une perte d'audition plus ou moins sévère.

## Diagnostic
La suspicion et le diagnostic du syndrome de Turner peuvent arriver pendant la grossesse, lors des différentes échographies (signes de retard de croissance fœtale, clarté nucale, certaines malformations cardiaques ou rénales, etc.). Mais le syndrome de Turner est le plus souvent détecté pendant l'enfance devant un retard de croissance chez une petite fille, accompagné ou non de malformations caractéristiques ORL, cardiovasculaires, rénales…, ou à l'adolescence lorsque la puberté et les règles ne surviennent pas. L'étude du caryotype permet de confirmer le diagnostic. Le diagnostic peut se faire pendant la grossesse grâce à une amniocentèse ou une choriocentèse (pendant la période prénatale), voire plus tard dans l’enfance ou l’âge adulte avec une prise de sang et/ou de salive spécifique.

## Prise en charge

### Traitements
Il n'existe pas de traitement au syndrome de Turner. Cependant, il est possible de minimiser certains symptômes, à travers la prise d'hormone de croissance et d'un traitement hormonal substitutif ainsi que par la prise en charge des affections associées. En France, la Haute autorité de santé recommande un suivi pluridisciplinaire.
La prise d'hormone de croissance a lieu durant l'enfance et l'adolescence, jusqu'à ce que la taille maximale soit atteinte, en général jusqu'à 18 ans. L'âge osseux est suivi jusqu'à l'âge adulte.
Un traitement hormonal substitutif en œstrogènes et progestérone peut être mis en place pour contrer l'insuffisance ovarienne qui touche plus de 95 % des patientes. Il permet soit de provoquer une puberté soit de maintenir la survenue d'une puberté débutée spontanément (30 % des cas), mais qui a tendance à s'interrompre rapidement. L'administration d'hormones peut débuter à partir de 12 ou 13 ans, ou dès que l'âge osseux est supérieur à 11 ans. Seul l’œstrogène est administré dans un premier temps, suivi environ deux ans après par la progestérone. L'hormonothérapie se poursuit durant l'âge adulte.
D'autres traitements non spécifiques peuvent être administrés selon les autres affections de la personne, comme un régime alimentaire adapté, une prise en charge kinésithérapique, voire des interventions chirurgicales. La HAS recommande également une éducation de la patiente et de sa famille.

### Suivi
À l'âge adulte, un suivi pluridisciplinaire est fortement recommandé par des équipes spécialisées avec endocrinologues-gynécologues, cardiologues en premier lieu, ORL, gastroentérologues, si les antécédents le nécessitent. Le suivi en endocrinologie  permet la poursuite d’un traitement hormonal substitutif (œstrogènes et progestérone) qui est fondamental pour le bien-être de la jeune femme, et pour évaluer les antécédents gynécologiques ou les souhaits de grossesse de la jeune femme. Un suivi thyroïdien régulier est également très important pour toutes les jeunes femmes turnériennes, au moins une fois par an.
Le suivi en cardiologie avec des cardiologues spécialistes des cardiopathies congénitales, comporte une échographie cardiaque recommandée tous les 3 à 5 ans, au moment d'un souhait de grossesse, ou plus fréquemment si des antécédents cardiologiques de la jeune femme le nécessitent.

### Fertilité et grossesse
Avec les avancées des sciences de la reproduction, les jeunes filles Turner ont maintenant des possibilités de grossesse. Elles peuvent être spontanées dans moins de 2 % des cas ou par don d'ovocytes pour la majorité d'entre elles. Deux décès de patientes Turner (en France) à la suite d'une dissection aortique survenue durant (ou peu après) une grossesse ont été relevés en 2007 et 2008. À la suite de ces décès, un groupe de travail multidisciplinaire (gynécologues-obstétriciens, cardiologues, endocrinologues) a établi un protocole de suivi des patientes Turner en cas de grossesse afin d'écarter tout risque cardiologique.

## Histoire
Le syndrome a été découvert par Henri Turner, un médecin américain qui a décrit, en 1938, un syndrome associant notamment, chez une femme de petite taille, un impubérisme sans caractères sexuels secondaires (seins et pilosité), et la présence fréquente d'un pli cutané latéral du cou. À l'époque, la description était purement clinique, car on ne déterminait pas encore les caryotypes. Les premiers caryotypes datent de 1959. L'année suivante, Charles E. Ford décrivait l'existence de la monosomie X, c’est-à-dire l'absence d'un chromosome X, qui caractérise les syndromes de Turner les plus fréquents.
Les anomalies du chromosome X ont été décrites pour la première fois en 1965. Les premiers traitements de la petite taille du syndrome de Turner par l'hormone de croissance datent des années 1990 (1986, autorisation de mise sur le marché sous protocole).

## Sources
- HAS / Service des affections de longue durée et accords conventionnels / Janvier 2008
- https://www.orpha.net/data/patho/Pub/fr/Turner-FRfrPub44v02.pdf